# Nord (Kamerun)
Nord (frz.) bzw. North (engl.) ist eine Region Kameruns mit der Hauptstadt Garoua.

## Geografie
Die Region liegt im Norden des Landes und grenzt im Norden an die Region Hoher Norden, im Osten an den Tschad, im Südosten an die Zentralafrikanische Republik, im Süden an die Region Adamaua und im Westen an Nigeria. An der Grenze zum Tschad befindet sich der 2200 km² große Bouba-Ndjida-Nationalpark und an der Grenze zu Nigeria der 3300 km² große Faro-Nationalpark.
Die Topographie der Provinz wird vom Hochland von Adamaua größtenteils geprägt, das bis 2710 Meter hoch ist. Im Nordwesten liegen die Ausläufer des Mandara-Gebirges. Die Provinz durchquert der größte Nebenfluss des Niger, der Benue mit seinen zahlreichen Nebenflüssen, wie dem Mayo Kébbi. Der Südosten der Provinz liegt im Wassereinzugsgebiet des Logone und ist damit Teil des Tschadbeckens.

## Bevölkerungsentwicklung
Seit dem Jahr 1976 hat sich die Einwohnerzahl mehr als verfünffacht.
| Jahr           | Einwohnerzahl |
| -------------- | ------------- |
| Zensus 1976    | 479.158       |
| Zensus 1987    | 832.165       |
| Zensus 2005    | 1.687.959     |
| Schätzung 2015 | 2.442.600     |

## Politische Gliederung

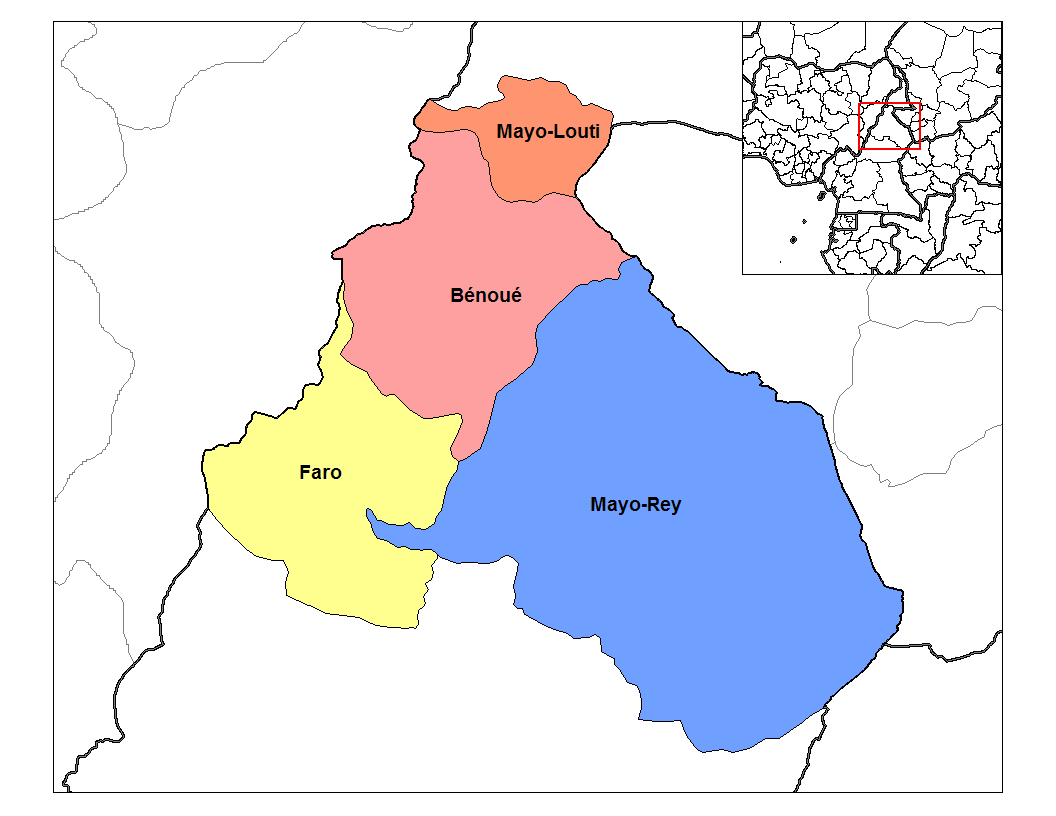
Département der Region Nord

Die Region ist in 4 Département unterteilt. In der unteren Tabelle ist dem jeweiligen Département die Hauptstadt zugeordnet.

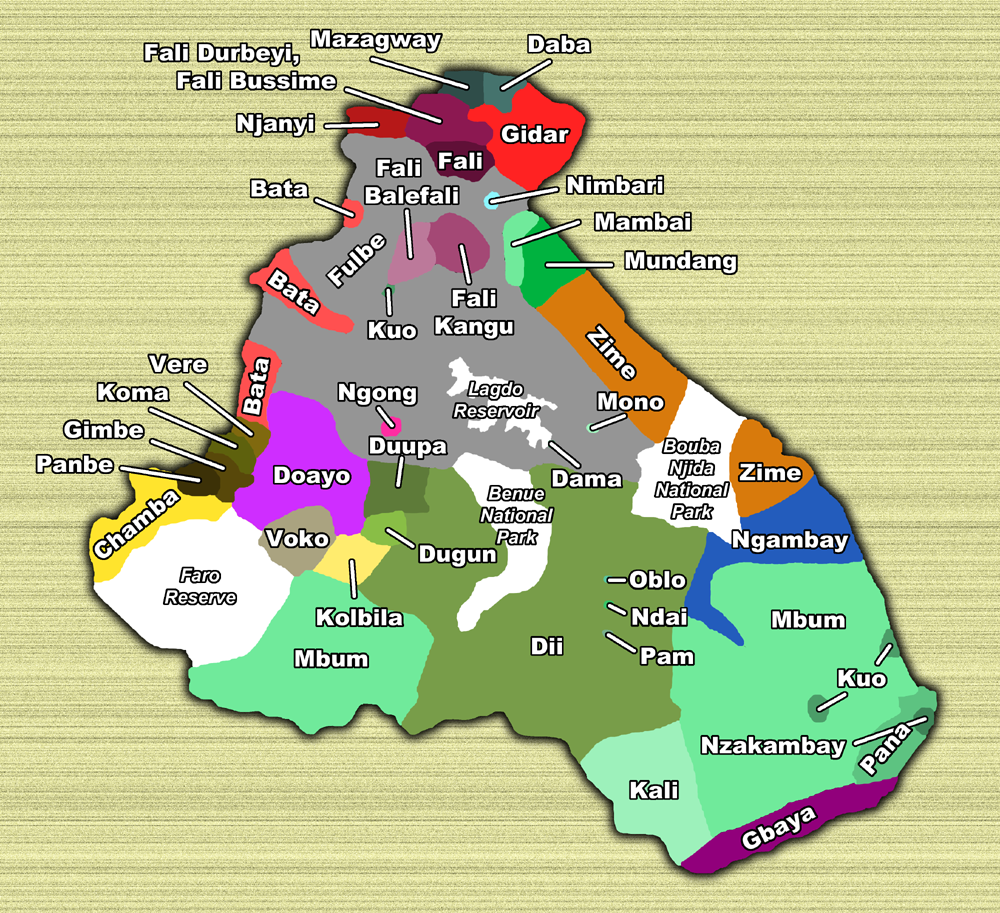
Völker im Norden Kameruns

| Département | Hauptstadt | Bevölkerung 2005 | Fläche in [km²] | Bevölkerungsdichte 2005 [Einwohner/km²] |
| ----------- | ---------- | ---------------- | --------------- | --------------------------------------- |
| Bénoué      | Garoua     | 851.955          | 13.614          | 63                                      |
| Faro        | Poli       | 69.477           | 11.785          | 6                                       |
| Mayo-Rey    | Tcholliré  | 375.201          | 36.529          | 10                                      |
| Mayo-Louti  | Guider     | 391.326          | 4162            | 94                                      |
| Gesamt      |            | 1.687.959        | 66.090          | 37                                      |

## Geschichte
Die Region (bis 2008 Provinz) entstand 1983 mit der Aufteilung der Provinz Nord/North in die Provinzen Adamaua, Hoher Norden und die heutige Region Nord/North.